# Briouze
Briouze är en kommun i departementet Orne i regionen Normandie i nordvästra Frankrike. Kommunen ligger i kantonen Briouze som tillhör arrondissementet Argentan. År 2022 hade Briouze 1 511 invånare.

## Befolkningsutveckling
Antalet invånare i kommunen Briouze
| Referens: INSEE |